# Henri Burin des Roziers
Frei Henri Burin des Roziers (Paris, 18 de fevereiro de 1930 — Paris, 26 de novembro de 2017) foi um frade dominicano de origem francesa e naturalizado brasileiro. Atuou como advogado da Comissão Pastoral da Terra na região de Xinguara, Pará, principalmente no combate ao trabalho escravo. Por sua atuação em defesa dos trabalhadores rurais, Frei Henri encabeçava a lista de religiosos ameaçados de morte. Recebeu prêmios no Brasil e no exterior pela sua atuação em defesa dos direitos humanos.

## Biografia
Nasceu em uma família católica abastada, que participou da resistência ao nazismo. Cumprindo serviço militar obrigatório no Exército francês, esteve no Marrocos, na Argélia e na Tunísia, na época em que nesses países se combatiam os franceses na guerra pela independência. Nessa época, passou a conhecer a tragédia da guerra e as lutas de povos que queriam a sua liberdade. Essa circunstância fez com que ele questionasse sobre a sua opção de vida.
Graduado em Letras pela Sorbonne e em Direito Comparado pela Universidade de Cambridge (Inglaterra), doutorou-se em Direito na Universidade de Paris.
Em 1956, quando estava na Inglaterra, conheceu o dominicano Yves Congar, que o influenciou profundamente. Entrou para a Ordem dos Pregadores e em 1963, foi ordenado como sacerdote, e foi enviado para o centro de estudantes cristãos na Universidade, na Faculdade de Direito e Ciências Econômicas, em Paris, que era tradicionalmente uma responsabilidade pastoral dos dominicanos, ficou naquele até 1970. Nessa época, atuou em conjunto com o também dominicano Jean Raguenés e participou dos eventos de Maio de 1968.
Em 1970, foi para Besançon, no leste da França, juntamente com Jean Raguenés, onde foi um padre operário, exercendo, inicialmente a profissão de motorista de caminhão e depois trabalhando na matriz da Rhodia. Nessa época, trabalhou e conviveu com imigrantes árabes do Norte da África e ficou indignado com o preconceito racial, pois os trabalhadores estrangeiros árabes, não tinham o direito ao mesmo salário que os trabalhadores franceses, nem as mesmas horas de descanso, nem a mesma segurança no trabalho. 
Entre 1973 e 1978, foi trabalhar em outra região no sudeste da França, onde existiam muitos operários árabes em pequenas fábricas metalúrgicas, a maioria oriunda do Marrocos, Argélia e Tunísia, que eram vítimas de uma exploração muito forte devido à sua origem. Nessa época, trabalhou em defesa dos direitos desses trabalhadores.
Neste período, conheceu os frades dominicanos brasileiros exilados na França durante os anos de chumbo, como o Frei Tito e Magno Vilela. A realidade fundiária brasileira o impressionou e ele decidiu ir ao Brasil como missionário, acreditando que sua experiência de advogado poderia ajudar. Desembarcou em terras brasileiras em 1978.
Nos primeiros meses, circulou pelas cidades do Rio de Janeiro, Fortaleza, Belo Horizonte, São Paulo e Brasília. Depois estagiou na diocese de Goiás Velho (GO), comandada pelo bispo D. Tomás Balduíno, dominicano e então presidente nacional da Comissão Pastoral da Terra (CPT). A partir daí, entrou para a Pastoral da Terra, tornando-se advogado dos posseiros. Trabalhou por 10 anos na microrregião do Bico do Papagaio. Seu diploma de advogado foi reconhecido no Brasil em 1984.
Ele relatou que povo daquela região era pobre, resignado e sem esperança. A imensa maioria do clero da Igreja Católica não se preocupava com essa situação e era ligada aos opressores, que eram os fazendeiros, com exceção de algumas religiosas como as irmãs Mada, Bia, Lourdes, Dorothy e Adelaide Molinari, o padre Josimo e o ex-padre Jean Hébette.
Frei Henri foi advogado da CPT, na região de Xinguara, no Pará. Atuou no combate ao trabalho escravo e defendeu os trabalhadores em sua luta pela terra e contra a violência das milícias privadas dos fazendeiros, utilizando as vias jurídicas.
Em 2000, Frei Henri foi um dos advogados assistentes da acusação no julgamento de Jerônimo Alves do Amorim, fazendeiro que em 1991 mandou matar o presidente do Sindicato dos Trabalhadores Rurais de Rio Maria, Expedito Ribeiro de Souza. O fazendeiro foi condenado a dezenove anos e seis meses de prisão, fato inédito na Justiça do país.
Segundo o jornal O Estado de S. Paulo, desde 1999, Frei Henri estava em uma lista de ameaçados de morte, como ocorreu com a missionária americana Dorothy Stang. Desde 23 de fevereiro de 2005, estava sob proteção policial do Estado do Pará, a pedido da Ordem dos Advogados do Brasil.
Em março de 2015, residia no Convento Saint-Jacques, em Paris.

## Prêmios
- Condecorado com a Légion d’Honneur (1994)[2];
- Medalha Chico Mendes de Resistência (2002);
- Comenda da Ordem do Mérito Judiciário do Trabalho do Tribunal Superior do Trabalho em (2003);
- Prêmio internacional dos Direitos Humanos Ludovic-Trarieux em (2005)[2];
- Prêmio Alceu Amoroso Lima de Direitos Humanos (2009);
- Prêmio "José Carlos Castro de Direitos Humanos", (2009), da Ordem dos Advogados do Brasil, Seção Pará, por ocasião do aniversário da Declaração Universal dos Direitos Humanos[3];
- Homenagem da Embaixada da França em 2009, por ocasião do Ano da França no Brasil;
- Menção Honrosa da Sociedade Paraense de Defesa dos Direitos Humanos (2012);